# تگ تیم

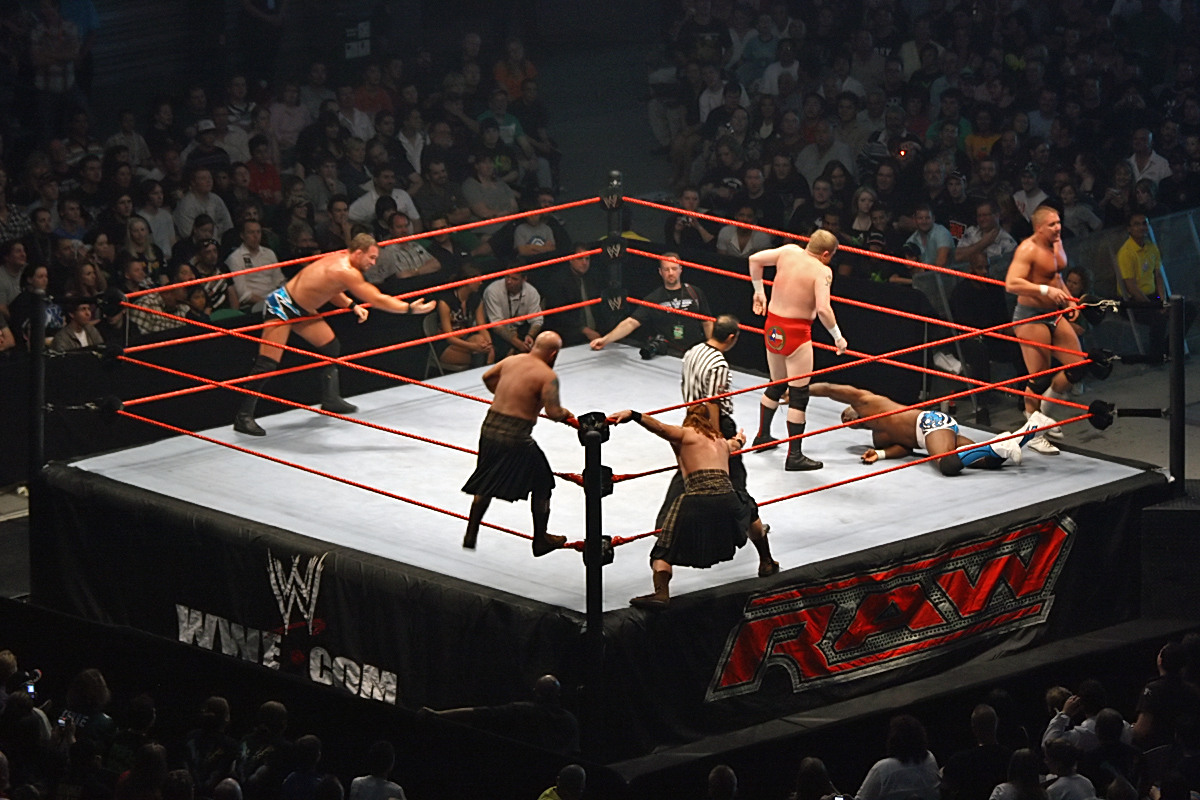

تگ تیم (به انگلیسی: Tag team) نوعی مسابقه در کشتی حرفه‌ای است که طی آن یک گروه از کشتی گیران در مقابل گروه دیگر قرار می‌گیرد. یک تگ تیم (تیم دو یا چند نفره) هم می‌تواند متشکل از دو یا چند کشتی‌گیر باشد که معمولاً به‌طور تکی مسابقه می‌دهند و هم می‌تواند به این صورت باشد که دو یا چند کشتی‌گیر با هم متحد شده و به‌طور معمول در کنار هم مسابقه می‌دهند و حتی برای گروه خود نام هم اختیار می‌کنند.
در بیشتر مسابقه‌های تگ تیم، فقط یک کشتی‌گیر از هر تیم می‌تواند در آنِ واحد در رینگ باشد. اگر کشتی‌گیر دیگر بخواهد وارد رینگ شود باید تماسی فیزیکی با یار خودش که درون رینگ است برقرار کند که اغلب این کار با زدن دست خود به دست یار داخل رینگ صورت می‌گیرد؛ حرکتی که شبیه بزن قدّش است.
مسابقه تگ تیم از اواسط قرن بیستم، بخشی ثابت در کشتی حرفه‌ای بوده و بیشتر کمپانی‌های کشتی حرفه‌ای کمربندی جداگانه برای آن ایجاد کرده‌اند.